# الفرع النازل من الشريان القولوني الأيمن
الفرع النازل من الشريان القولوني الأيمن ‏ هو شريان يتفرعُ من شريان قولوني أيمن.